# Andreas Vonach
Andreas Vonach (* 1. Juli 1969 in Bregenz) ist österreichischer römisch-katholischer Theologe und Alttestamentler. 

## Leben
Andreas Vonach studierte Theologie in Innsbruck und Jerusalem. Nach der Dissertation Nähere dich um zu hören. Gottesvorstellungen und Glaubensvermittlung im Koheletbuch 1998 und der Habilitation 2005 Die Jeremia-Septuaginta als Dokument des alexandrinischen Judentums lehrt er seit 2001 als Gastprofessor an der Filozofske Fakultet Druzbe Isusove in Zagreb und seit 2006 Gastprofessor am Jnana-Deepa Vidyapeeth in Pune. Im Jahr 2005 wurde ihm der Kardinal-Innitzer-Förderungspreis für Geisteswissenschaften verliehen.
Seine Forschungs- und Interessenschwerpunkte sind deuteronomistisches Geschichtswerk, Kohelet, Jeremia-LXX, Israel: Landeskunde, Exkursionen, Fragen der Bibeltheologie, Schnittstelle Judentum-Christentum, hellenistisches Judentum und Diasporatheologie.